# Les Fell
Leslie James Fell (16 tháng 12 năm 1920 – 9 tháng 10 năm 2010) là một cầu thủ bóng đá người Anh thi đấu ở vị trí tiền vệ chạy cánh tại Football League.
Ông có biệt danh 'Lightning Les' vì tốc độ bứt phá khi thi đấu cho Charlton Athletic.  Điểm sáng trong sự nghiệp của ông là lần ra sân trong chung kết Cúp FA 1946 khi chơi ở vị trí outside-right.